# Шойкет, Ребекка
Ребекка Шойкет (англ. Rebecca Shoichet; род. 6 февраля 1975 года) — канадская актриса озвучивания и певица.

## Карьера
В настоящее время[когда?] работает на студии дубляжа Ocean Productions, находящейся в Ванкувере.

### Озвучивание ролей

#### Аниме
Работа над англоязычными версиями.
- Nana — Нана Осаки
- .hack//Roots — Сабуро
- InuYasha — Сота Хигураси (вторая серия), Эндзю (92 серия), Сотэн (68 серия)
- InuYasha: Клинки благородного правителя[англ.] — Сота Хигураси
- InuYasha: Огонь мистического острова[англ.] — Асаги, Госпожа Канадэ
- Gundam SEED — Маюра Лабатт, Каридад Ямато
- Gundam SEED Destiny — Каридад Ямато
- Tokyo Underground[англ.] — Челси Рорек
- Star Ocean EX[англ.] — Юки
- Hamtaro[англ.] — Принц Бо (в яп. версии Нидзихаму-кун, серия Ham-Ham Games)
- Powerpuff Girls Z — Энни (в яп. версии Сакурако Кинтоки), Седуса, Мать Кена
- LBX — Битвы маленьких гигантов — Ини, агент Девина Аэрона и супер-хакерша
- Новые приключения пчёлки Майи

#### Анимационные сериалы США и Канады
Оригинальная озвучка.
- Фантастическая четвёрка: Величайшие герои мира — Дженнифер Уолтерс / Женщина-Халк
- Железный человек: Приключения в броне — Триша
- My Little Pony: Friendship is Magic — Твайлайт Спаркл (песни), Найт Глайдер, Шугар Белль
- My Little Pony: Equestria Girls — Сансет Шиммер, Твайлайт Спаркл (песни)
- Astonishing X-Men — Агент Бранд